# When the Wind Blows
When the Wind Blows er en animeret film; oprindeligt udgivet i Storbritannien i 1986. Filmen er baseret på Raymond Briggs' grafiske novelle af same navn. Filmen blev instrueret af Jimmy Murakami og præsenterer i hovedrollerne stemmerne fra John Mills og Reggy Ashcroft. Titelsangen er skrevet af David Bowie.
Filmen handler, om et britisk ægtepar, der bor på landet, men en dag hører i radioen, at Sovjet vil kaste en atombombe. Derfor leder ægtemanden forberedelser, ud fra instruktioner fra den britiske stat, så de kan være beskyttede mod atombombens påvirkninger. De skal dog vise sig ikke at være så beskyttede alligevel.

## Eksterne Henvisninger
- Når Vinden Blæser på Internet Movie Database (engelsk)
- Når Vinden Blæser på Filmdatabasen
- Når Vinden Blæser på Scope
- Når Vinden Blæser i Svensk Filmdatabas (svensk)
- Når Vinden Blæser på AlloCiné (fransk)
- Når Vinden Blæser på MovieMeter (nederlandsk)
- Når Vinden Blæser på AllMovie (engelsk)
- Når Vinden Blæser på Turner Classic Movies (engelsk)
- Når Vinden Blæser på The Movie Database (engelsk)
- Når Vinden Blæser på Rotten Tomatoes (engelsk)